# 피그말리온 효과
피그말리온 효과( - 效果, 영어: pygmalion effect)는 교육심리학에서 심리적 행동의 하나로 교사의 기대에 따라 학습자의 성적이 향상되는 것을 말한다. 교사기대 효과, 로젠탈 효과, 실험자 효과라고도 한다. 한편 교사가 기대하지 않는 학습자의 성적이 떨어지는 것은 골렘 효과라고 한다.

## 개요
피그말리온 효과는 무언가에 대한 사람의 믿음, 기대, 예측이 실제적으로 일어나는 경향을 말한다. 1964년 미국의 교육심리학자 로버트 로젠탈(Robert Rosenthal)과 초등학교 교장 출신인 레노어 제이콥슨(Lenore Jacobson)에 의해 실험되었다.
원래는 그 전년에 로젠탈과 포드가 대학에서 심리학 실험으로 학생들에게 쥐를 통한 미로찾기 실험을 시켰다. 그 결과 쥐가 미로를 잘 빠져나오는 그룹과 그렇치 못한 그룹, 두 그룹간의 실험결과의 차이를 찾을 수 있었다. 전자는 학생들이 쥐에게 정성을 다해 키운 반면, 후자는 쥐를 소홀히 취급했다. 이는 쥐에게 거는 기대도에 따라 결과가 달라진다고 로젠탈은 생각했다. 이를 토대로 볼 때 "교사와 학생 간에도 이와 같지 않을까" 하고 생각하게 된다. 
교육현장에서의 실험은 1964년 봄, 샌프란시스코의 초등학교에서 하버드식 돌발성학습능력예측 테스트라는 보통의 지능 테스트를 했다. 학급 담임에게는 앞으로 수개월 간에 성적이 오르는 학생을 산출하기 위한 조사라고 설명했다. 그러나, 실제 조사에는 아무런 의미가 없었고, 실험시행자는 조사의 결과와 관계없이 무작위로 뽑은 아동의 명부를 학생 담임에게 보여주고, 명부에 기재된 아동이 앞으로 수개월 간에 성적이 향상될 학생이라고 알려주었다. 그 후, 학급 담임은 아이들의 성적이 향상될 것이라는 기대를 품었고, 확실히 그 아이들의 성적은 향상되었다. 학급 담임이 아이들에 한 기대가 성적 향상의 원인이였다고 생각할 수 있다. 게다가 아이들도 기대를 의식하였기 때문에 성적이 향상된 것이라고 생각할 수 있다. 상세히 정리한 보고서는 Rosenthal, R. & Jacobson, L.:"Pygmalion in the classroom",Holt, Rinehart & Winston 1968로 간행되었다.
피그말리온이라는 명칭은 그리스 신화 속의 피그말리온에서 유래되었다. 피그말리온은 자신이 조각한 여성상을 진심으로 사랑하게 되었고, 이를 지켜본 미의 여신 아프로디테가 그의 소원을 들어주어 조각상을 인간으로 만들었다. 이 이야기는 그리스 신화를 수록한 고대 로마의 오비디우스의《변신이야기》 제10권에 수록되어 있다.

## 비판
로버트 로젠탈에 의한 실험 방법을 둘러싼 비판도 있었다. 로버트 로젠탈의 실험에 참가한 교원은 실험 때, 명부를 대충 한번만 보았다고 한다. 더욱이 명부에 기재된 아이들의 이름은 기억하지 않았다. 스핏츠의 재실험에서 피그말리온 효과는 극히 일부만 인정되었다.
또, 피그말리온 효과는 교육에 종사하는 사람의 소양으로서 설명되고 있지만, 학습자 스스로가 공부를 해가는 입장에서 보면 부족한 면으로 여겨진다.

## 같이 보기
- 자기실현적 예언
- 골렘 효과
- 하로 효과
- 플라시보 효과
- 라벨링 효과

## 참고 문헌
- ロルフ・デーゲン 『フロイト先生のウソ』原題＝『Lexikon der Psycho-Irrtuemer』（心理学間違い事典） ISBN 4-16-765130-0